# Mauá Bárója nemzetközi híd
A Mauá Bárója nemzetközi híd a Jaguarão folyón, Brazília és Uruguay határán található. A híd összeköti a brazíliai Rio Grande de Sul állam Jaguarão és az uruguayi Cerro Largo megye Rio Branco településeit.
1927 és 1930 között épült, miután a két ország 1918-ban aláírta a háborús adósságok rendezését. A híd névadója Irineu Evangelista de Sousa brazil bankár és politikus, Mauá bárója és vikomtja, aki mindkét országban tevékenykedett a 19. század folyamán.
A híd hossza 2113 méter, 340 méter hosszan ível át a Jaguarão folyón, 12 méter széles, brazil oldala egyben határőrség is, hosszabb része az uruguayi oldal nádasán át kanyarodik. A híd közepén 1990 december 22-én elhelyeztek egy bal oldalán portugál, jobb oldalán spanyol nyelvű táblát a 60. évfordulóra emlékezve.